# クリスティーナ・ハマー
クリスティーナ・ハマー（Christina Hammer、1990年8月16日 - ）は、カザフスタン・アクモラ州ノボドリンカ出身のドイツの女子プロボクサー。

## 来歴
アマチュア時代の2007年、ドイツジュニア選手権で優勝。2008年のドイツ選手権では準優勝。アマチュア戦績22勝1敗。
2009年9月12日、プロデビューし2回KOを収めた。
2010年10月23日、テレサ・ペロッツィとWBO女子世界ミドル級初代王座を争い、判定で王座獲得。ドイツ女子ボクシング史上最年少となる20歳で世界チャンピオンとなった。
2011年2月18日、ダイアナ・キスとWBF女子世界ミドル級王座決定戦を行い、7回2分、キスの棄権により王座を獲得した。
2013年5月4日、ジータ・ザティコの持つWBF女子世界スーパーミドル級王座と新設されたWBO女子同王座を懸け対戦し、3-0の判定勝ちを収めWBF王座の2階級制覇に成功、WBO王座の2階級制覇にも成功した。
2014年7月26日、アン＝ソフィー・マシスの持つWBF女子世界スーパーミドル級王座と空位のWBO同王座を懸け対戦し、5回25秒無効試合となりWBF・WBO両王座への返り咲きに失敗した。
2018年6月22日、アメリカのデトロイトにてクラレッサ・シールズ対ハンナ・ガブリエルの前座で、トリー・ネルソンと対戦し、10回判定勝ちを収めWBC並びにWBO女子世界ミドル級王座の防衛に成功した。試合後リングに上ってシールズと乱闘寸前の激しい言い争いを繰り広げた。
2019年2月9日、Elene Sikmashviliとノンタイトルで対戦し2回TKO勝利。
2019年4月13日、因縁のクラレッサ・シールズ相手に自身の持つWBOミドル級と相手の持つWBA・WBC・IBFの四冠統一戦を決行するが、10回判定で初黒星を喫しWBO王座から陥落した。

## 獲得タイトル
- 初代WBO女子世界ミドル級王座（防衛7）
- WBF女子世界ミドル級王座
- 初代WBO女子世界スーパーミドル級王座（防衛0=返上）
- WBF女子世界スーパーミドル級王座
- WBC女子世界ミドル級王座
- WIBF女子世界スーパーミドル級王座